# 제임스 카드웰

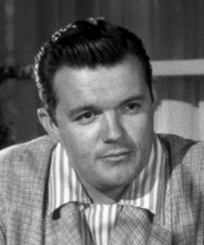

제임스 카드웰(James Cardwell, 1921년 11월 21일 ~ 1954년 1월 31일)은 미국의 배우이다.
캠던에서 태어났으며 로스앤젤레스에서 사망하였다.

## 영화
- 웰컴 투 깐느 - 영화제의 모든 것 (2007년)
- 히 워키드 바이 나이트 (1948년)
- 5번가에서 생긴 일 (1947년)
- 비하인드 더 마스크 (1946년)
- 더 미싱 레이디 (1946년)
- 캐년 패시지 (1946년)
- 워크 인 더 선 (1945년) - Sgt. 호스킨스 역